# Шидлувек (Шидловецький повіт)
Шидлувек (пол. Szydłówek) — село в Польщі, у гміні Шидловець Шидловецького повіту Мазовецького воєводства.
Населення — 725 осіб (2011).

## Демографія
Демографічна структура станом на 31 березня 2011 року:
|          | Загалом | Допрацездатний вік | Працездатний вік | Постпрацездатний вік |
| -------- | ------- | ------------------ | ---------------- | -------------------- |
| Чоловіки | 345     | 85                 | 227              | 33                   |
| Жінки    | 380     | 96                 | 215              | 69                   |
| Разом    | 725     | 181                | 442              | 102                  |